# Patterson Daudau
Patterson Daudau (2 febbraio 1978) è un ex calciatore salomonese, di ruolo attaccante.